# The Boswell Sisters

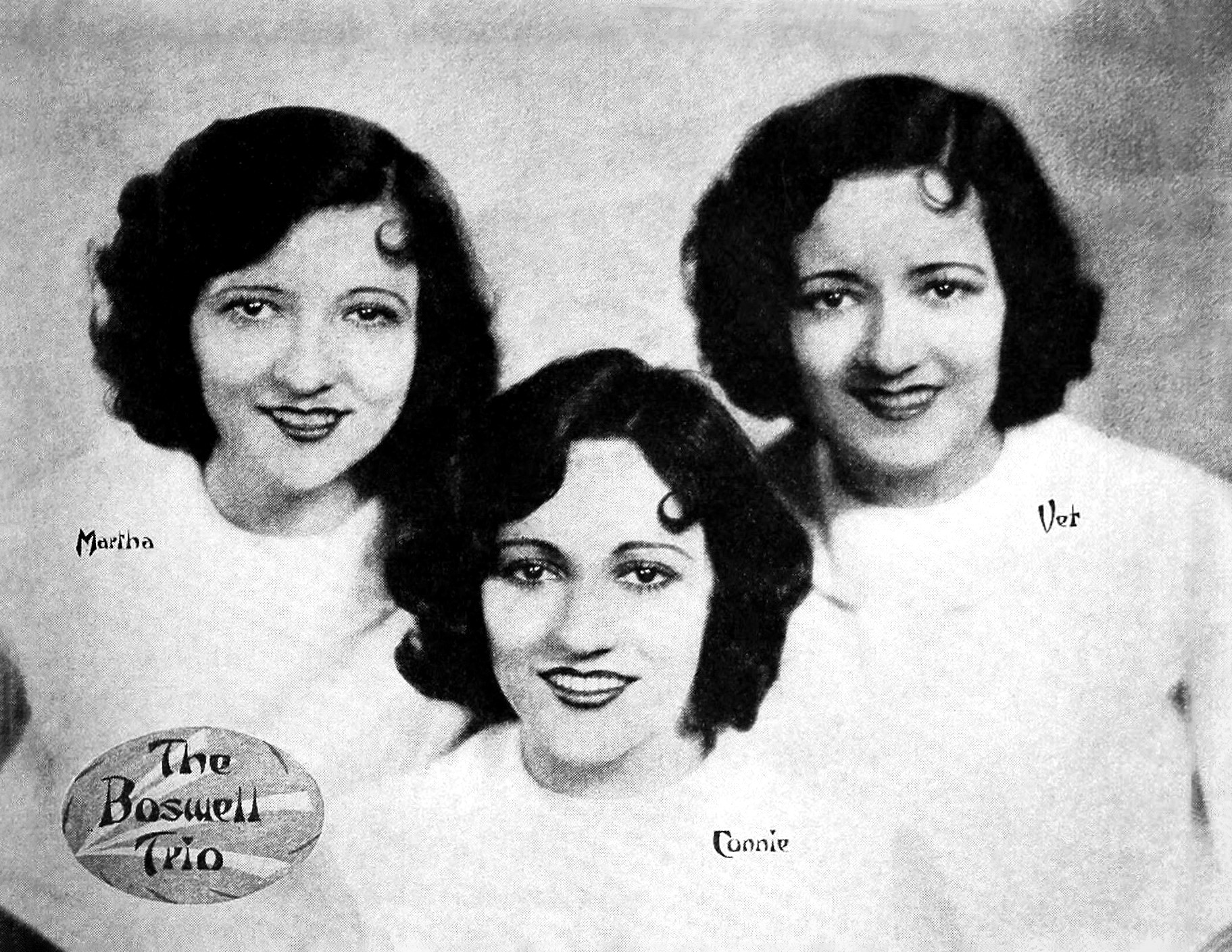
The Boswell Sisters - What's On the Air, 1931

The Boswell Sisters, en español Las Hermanas Boswell eran un grupo de canto de armonía, compuesto por las hermanas Martha Boswell Lloyd (9 de junio de 1905 - 2 de julio de 1958), Connee Boswell (nombre original Connie, 3 de diciembre de 1907 - 11 de octubre de 1976) y Helvetia "Vet "Boswell (20 de mayo de 1911 - 12 de noviembre de 1988), conocido por las intrincadas armonías y la experimentación rítmica. Alcanzaron la prominencia nacional en los Estados Unidos en la década de 1930. 

## Infancia y educación

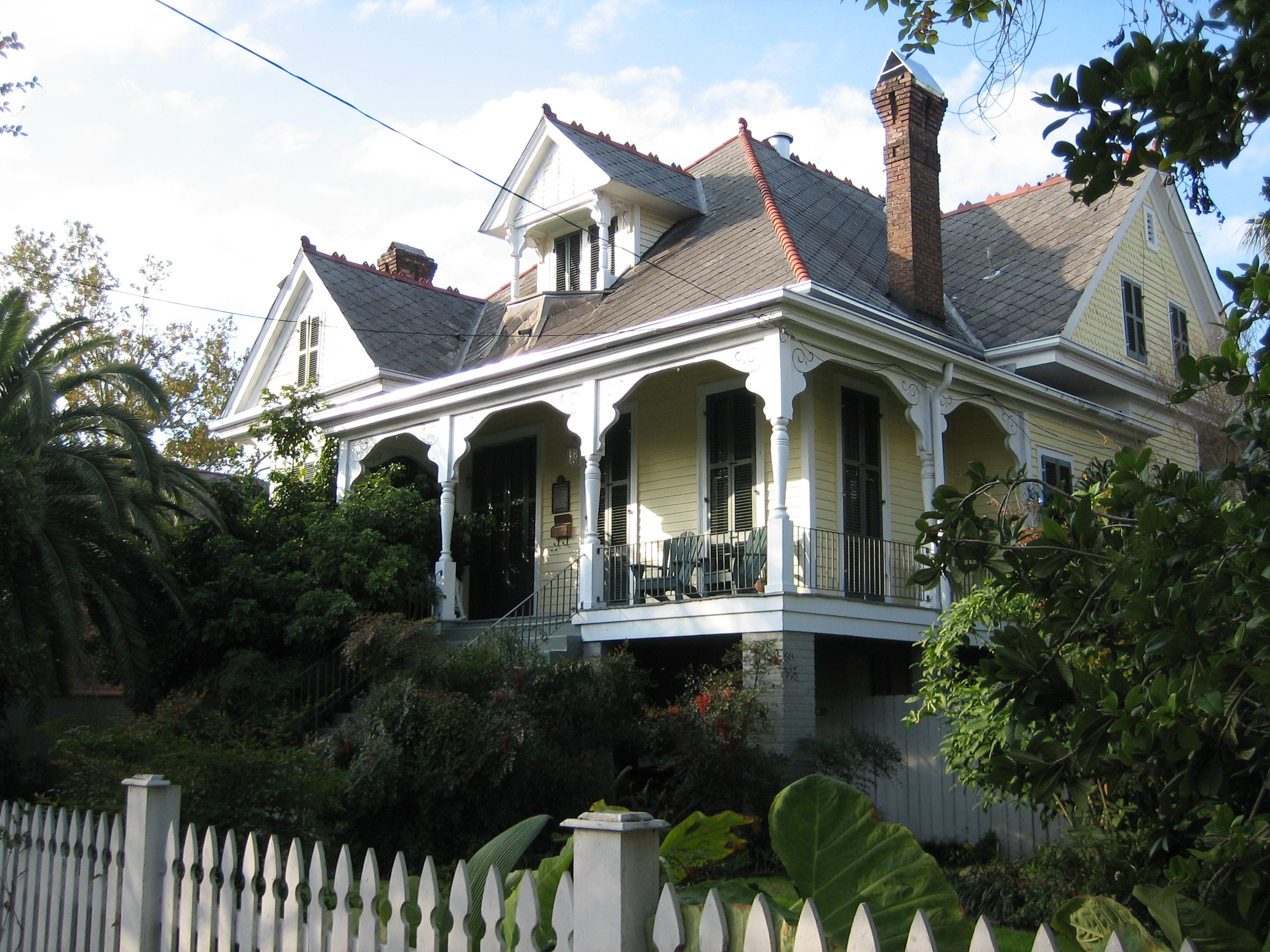
La casa de las hermanas Boswell

Las hermanas se criaron en una familia de clase media en el 3937 Camp Street, en la parte alta de Nueva Orleans, Luisiana. Martha y Connie nacieron en Kansas City, Misuri. Helvetia nació en Birmingham, Alabama. (El nombre de Connee fue escrito originalmente como Connie hasta que lo cambió en la década de 1940). Nacidas de un antiguo vaudevilliano, Clyde "AC" Boswell, y su esposa amante de la música, Meldania, las hermanas, junto con su hermano mayor Clyde Jr. ("Clydie") - llegaron a Nueva Orleans cuando eran niños, en 1914. Martha, Connie y Vet estudiaron piano clásico, violonchelo y violín, respectivamente, bajo la tutela del profesor Otto Finck de la Universidad de Tulane. Interpretaron su repertorio clásico en recitales locales, a menudo como trío, pero la escena de jazz de la ciudad las ganó rápidamente, personal y profesionalmente. “Estudiamos música clásica. Nos estaban preparando para el escenario y para una gira de conciertos por todo Estados Unidos, pero el saxofón nos atrapó", dijo Martha en una entrevista de 1925 con Shreveport Times.
Además de proporcionar a las jóvenes Boswell una educación musical formal y clásica, Meldania Boswell llevó a sus hijos con regularidad a ver a los artistas afroamericanos más destacados del día en el Teatro Lírico. Allí, la joven Connie escuchó a Mamie Smith, cuyo " Crazy Blues " (1920), el primer disco de blues interpretado por un afroamericano, fue un éxito. Más tarde, Connie imitaría el estilo de Smith en el primer disco de las Boswell, "I'm Gonna Cry (Cryin 'Blues)", antes de establecerse en su propio estilo vocal. En las entrevistas, las hermanas recordaron haber conducido por Nueva Orleans escuchando sonidos nuevos e interesantes, que a menudo encontraban en las iglesias y bares afroamericanos. 
Cuando su hermano mayor, Clydie, comenzó a separarse de la música clásica para estudiar jazz, presentó a sus hermanas el nuevo estilo sincopado y muchos de los jóvenes músicos de jazz de Nueva Orleans. Leon Roppolo (clarinete, guitarra), Monk Hazel (batería, corneta), Pinky Vidacovich (clarinete, saxofón), Nappy Lamare (guitarra, banjo), Ray Bauduc (tuba, voz), Dan LeBlanc (tuba), Leon Prima (trompeta) ), Louis Prima (trompeta, voz), Wingy Manone (trompeta, voz), Al Gallodoro (clarinete, saxofón), Chink Martin (bajo, tuba, guitarra), Santo Pecora (trombón), Raymond Burke (clarinete, saxofón), y Tony Parenti (clarinete, saxofón) fueron invitados regulares a la casa de Boswell. Las hermanas fueron particularmente influenciadas por el cornetista Emmett Louis Hardy, otro amigo de Clydie's, cuyo talento y habilidad bien documentados ayudaron a moldear el conocimiento de las hermanas sobre la armonía del jazz, la sincopación y la improvisación. Hardy y Clydie murieron jóvenes y no registrados, Hardy de tuberculosis a los 22 años y Clydie de complicaciones relacionadas con la gripe a los 18 años. 
Después de interesarse por el jazz, Vet tomó el banjo y Connie el saxofón. Martha continuó tocando el piano, pero se centró en los ritmos y los modismos del ragtime y el hot jazz. 

## Carrera

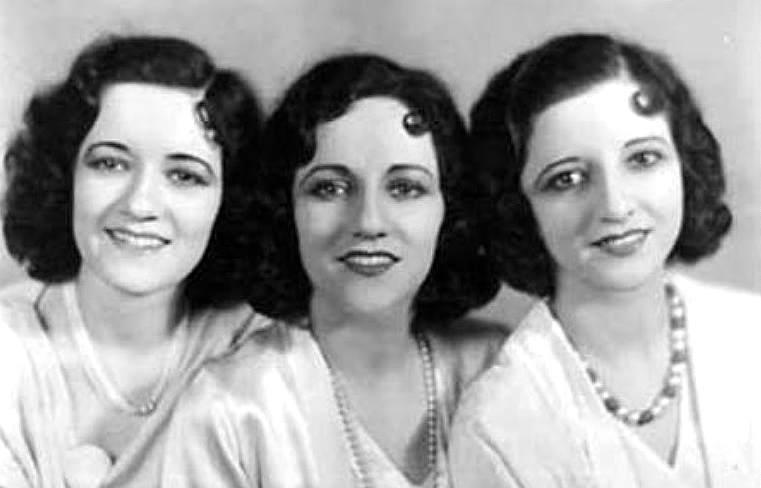
Boswell Sisters 1931

Las hermanas llegaron a ser bien conocidas en Nueva Orleans cuando aún eran adolescentes, apareciendo en teatros locales y en el medio emergente de la radio. A principios de la década de 1920 actuaban regularmente en los teatros locales de vodevil, con una actuación que combinaba los estilos clásico, semiclásico y de jazz, aunque, a medida que su popularidad aumentaba, los clásicos se desvanecían en el fondo. Las hermanas actuaron como lo harían durante prácticamente toda su carrera: Martha y Connie, sentadas al piano, con Vet detrás. Este arreglo sirvió para disfrazar la incapacidad de caminar de Connie, una condición cuyo origen nunca se ha confirmado por completo. La poliomielitis y un accidente de kart son las dos hipótesis principales, y Connie las respaldó en varios medios. Una teoría sostiene que Meldania elaboró la historia del accidente de kart para evitarle a su hija el estigma asociado a la enfermedad.
En 1925 hicieron su primer disco para Victor Records. Después de salir de gira con una compañía de vodevil, a través de Arkansas, Texas y Oklahoma, las hermanas aterrizaron en Los Ángeles en 1929. Aparecieron en programas de radio y grabaron música para películas. Sin embargo, las Hermanas Boswell no lograron la atención nacional hasta que se mudaron a Nueva York en 1930 y comenzaron a hacer transmisiones de radio nacionales. El trío tenía un programa en la CBS desde 1931 hasta 1933.
Después de algunas grabaciones para OKeh Records, grabadas en Los Ángeles en 1930, hicieron numerosas grabaciones para Brunswick Records desde 1931 hasta 1935. Estos discos de Brunswick son ampliamente considerados como grabaciones de hitos del jazz vocal. Las modificaciones de Connee de las melodías y los ritmos de las canciones populares, junto con los arreglos de Glenn Miller y los músicos de jazz de Nueva York (incluidos los Hermanos Dorsey, Benny Goodman, Bunny Berigan, Fulton McGrath, Joe Venuti, Arthur Schutt, Eddie Lang, Joe Tarto, Manny Klein, Dick McDonough y Carl Kress) hicieron estas grabaciones únicas. Las melodías se reorganizaron y ralentizaron, las teclas principales se cambiaron a teclas menores (a veces en la mitad de la canción), y los cambios rítmicos inesperados fueron parejos.  Se encontraban entre los pocos artistas a los que se les permitió hacer cambios a las melodías populares actuales. Durante esta era, los editores de música y las compañías discográficas presionaron a los artistas para que no alteraran los arreglos de canciones populares. Connee también grabó una serie de discos solistas más convencionales para Brunswick durante el mismo período. 
Las hermanas Boswell aparecieron en películas durante este tiempo. Cantaron su canción "Rock and Roll" de 1934 en la película Transatlantic Merry-Go-Round, con un uso temprano de la frase rock 'n' roll, refiriéndose en la canción a "el ritmo del balanceo del mar". Cantaron el animado "Shout, Sister, Shout" (1931), escrito por Clarence Williams, en la película de 1932 The Big Broadcast, que presentó a Bing Crosby y Cab Calloway. La canción, una de las canciones de las hermanas, fue descrita en una edición de noviembre de 2011 de la revista musical Mojo como "de ninguna manera tan arcaica como su edad". 

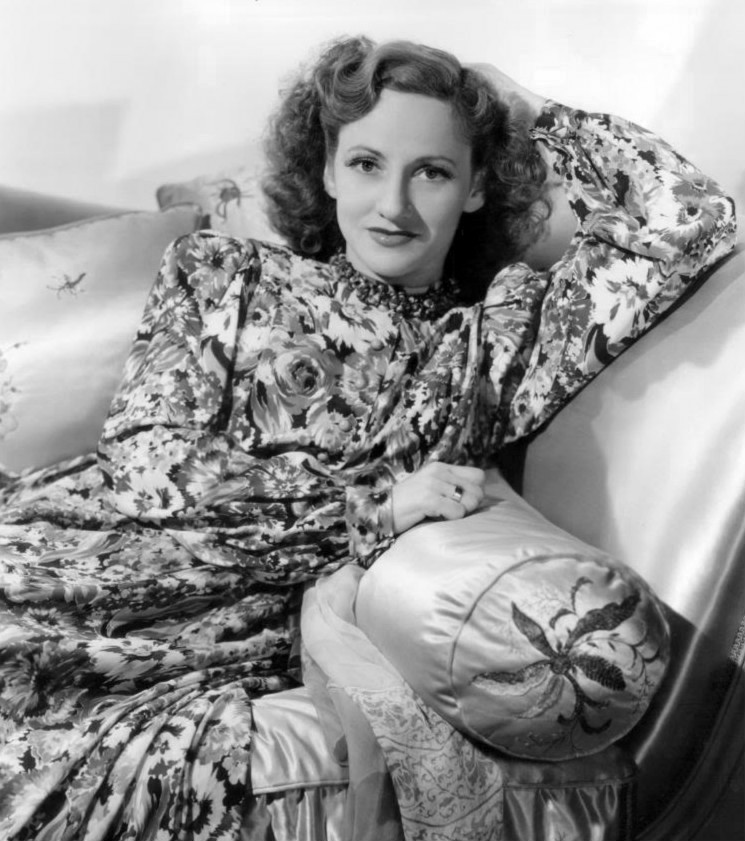
Connee Boswell 1941

Las Hermanas Boswell acumularon 20 hits durante la década de 1930, incluido el disco número uno "The Object of My Affection" (1935).  (Cabe destacar su participación en un puñado de 12 "medley / conciertos grabados por Red Nichols, Victor Young y Don Redman y su grabación de 1934 de " Darktown Strutters 'Ball ", que se emitió solo en Australia). También completaron dos exitosas giras por Europa, aparecieron en la transmisión televisiva inaugural de CBS y actuaron en Hello, Europa, el primer programa de radio transmitido internacionalmente. 
Las Hermanas Boswell estaban entre las primeras estrellas de la radio, lo que las convirtió en uno de los primeros actos de éxito de la era del entretenimiento masivo. En 1934, las hermanas aparecieron 13 veces en el programa de radio Bing Crosby Entertains en CBS. Aparecieron en revistas de admiradores, y sus semejanzas se usaron en anuncios de belleza y productos para el hogar. A principios de la década de 1930, Boswell Sisters, Three X Sisters y Pickens Sisters fueron el sonido de las primeras radios femeninas. Las Hermanas Andrews comenzaron como imitadoras de las Hermanas Boswell. La joven Ella Fitzgerald amaba a las Hermanas Boswell y, en particular, a la idolatrada Connee, a partir de cuyo estilo de canto ella modeló el suyo.
En 1936, el grupo firmó con Decca, pero después de solo tres registros se separaron.  La última grabación fue el 12 de febrero de 1936. Aproximadamente un mes antes, Martha Boswell se había casado con el comandante George L. Lloyd de la Royal Air Force de Gran Bretaña. Connie fue la única asistente de su hermana en la boda y Harold J. Warner fue su padrino. Lloyd era el director gerente de Aero Insurance Underwriters en Nueva York. Fue un as de la Primera Guerra Mundial, acreditado con ocho victorias aéreas. Connie Boswell continuó teniendo una exitosa carrera en solitario como cantante de Decca. Cambió la ortografía de su nombre de Connie a Connee en la década de 1940, supuestamente porque hacía más fácil firmar autógrafos. Cuando trató de involucrarse con las giras de USO en el extranjero durante la Segunda Guerra Mundial, no se le dio permiso para viajar al extranjero debido a su discapacidad. 

## Legado
Grupos posteriores, como las hermanas Pfister, las Stolen Swets, Boswellmania, las hermanas Puppini, YazooZazz, el grupo español O Sister!, el trío italiano Sorelle Marinetti y la banda israelí Hazelnuts imitaron las grabaciones de las hermanas.  Company B Jazz Band de Canadá incluye muchos arreglos de las Boswell Sisters en su repertorio e incluso creó un set que saluda la aparición de las Boswell en Transatlantic Merry-Go-Round para la portada de su segundo álbum, Rock & Roll .  The Ditty Bops han versionado las canciones de Boswell Sisters en concierto.  El Trío Cafeína de Brasil también afirma haber sido influenciado por ellas. También hay un grupo australiano, el Proyecto Boswell, con sede en Adelaida, Australia del Sur.  El trío de armonía de Londres, The Haywood Sisters, también ha grabado algunos éxitos de Boswell Sisters y está muy influenciado por su estilo. 
En 2001, The Boswell Sisters, un importante musical basado en sus vidas, fue producido en el Old Globe Theatre en San Diego, California.  La obra fue protagonizada por Michelle Duffy, Elizabeth Ward Land y Amy Pietz y fue producida por el mismo equipo que produjo Forever Plaid.  El espectáculo fue un éxito entre el público y un éxito crítico, pero no pudo ser elegido para una muy esperada carrera de Broadway. 
Las hermanas Boswell fueron incorporadas al Salón de la Fama de los Grupos Vocales en 1998. En una ceremonia cubierta por las Hermanas Pfister, las Boswell fueron incorporados al Salón de la Fama de la Música de Luisiana en 2008. 
En 2014, la hija y nieta de Vet publicaron The Boswell Legacy, el primer libro completo sobre la vida y los tiempos de este grupo influyente.

## Hit singles
| Año  | Single                                                            | Posiciones |
| Año  | Single                                                            | EE UU.     |
| ---- | ----------------------------------------------------------------- | ---------- |
| 1931 | "Cuando llevo mi azúcar al té"                                    | 6          |
| 1931 | "Roll On, Mississippi, Roll On"                                   | 7          |
| 1931 | " Encontré un bebé de un millón de dólares "                      | 3          |
| 1931 | "Es la chica"                                                     | 9          |
| 1931 | "(Contigo en mi mente, encuentro) No puedo escribir las palabras" | 20         |
| 1931 | "Gemas de los escándalos de George White "                        | 3          |
| 1931 | "Una tarde en caroline"                                           | 12         |
| 1932 | "¿Era eso lo que debía hacer el hombre?"                          | 7          |
| 1932 | "Detén el sol, detén la luna (My Man's Gone)"                     | 14         |
| 1932 | " Entre el diablo y el mar azul profundo "                        | 13         |
| 1934 | "Café por la mañana (Besos en la noche)"                          | 13         |
| 1934 | " Debes estar en imágenes (Mi estrella de estrellas)"             | 17         |
| 1934 | "Rock and roll"                                                   | 7          |
| 1935 | "El objeto de mi afecto"                                          | 1          |
| 1935 | " Dinah "                                                         | 3          |
| 1935 | " La Banda de Ragtime de Alejandro "                              | 9          |
| 1935 | " St. Louis Blues "                                               | 15         |
| 1935 | "Mejilla a mejilla "                                              | 10         |
| 1936 | " Voy a sentarme y escribirme una carta "                         | 3          |
| 1938 | " Banda de Ragtime de Alexander " (reedición)                     | 4          |